# 東京都市町村職員共済組合
東京都市町村職員共済組合（とうきょうとしちょうそんしょくいんきょうさいくみあい）は、地方公務員等共済組合法に基づき設立された東京都の市町村職員共済組合。なお、特別区は東京都職員共済組合に加入しているため、加入していない。

## 沿革
- 1943年4月 - 東京府町村吏員恩給組合設立
- 1952年 - 町村職員恩給組合法制定
- 1955年1月1日 - 市町村職員共済組合法に基づき東京都市町村職員共済組合設立

## 加入自治体
- 青梅市
- 福生市
- あきる野市
- 羽村市
- 瑞穂町
- 日の出町
- 檜原村
- 奥多摩町
- 八王子市
- 町田市
- 日野市
- 多摩市
- 稲城市
- 立川市
- 武蔵野市
- 三鷹市
- 府中市
- 昭島市
- 調布市
- 小平市
- 東村山市
- 国分寺市
- 国立市
- 西東京市
- 狛江市
- 東大和市
- 清瀬市
- 東久留米市
- 武蔵村山市
- 大島町
- 利島村
- 神津島村
- 三宅村
- 御蔵島村
- 八丈町
- 青ヶ島村
- 小笠原村